# Freudenberg (Baden-Württemberg)
Freudenberg è un comune tedesco di 3 720 abitanti, situato nel land del Baden-Württemberg.